# Kitnowo (Grunwald)
Kitnowo (deutsch Kittnau) ist ein Dorf in der polnischen Woiwodschaft Ermland-Masuren. Es gehört zur Gmina Grunwald (Landgemeinde Grünfelde) im Powiat Ostródzki (Kreis Osterode in Ostpreußen).

## Geographische Lage
Kitnowo liegt im südlichen Westen der Woiwodschaft Ermland-Masuren, 18 Kilometer südöstlich der Kreisstadt Ostróda (deutsch Osterode in Ostpreußen).

## Geschichte
Kittnau bestand aus einem Gut und mehreren Höfen und wurde vor 1577 Kintenaw, nach 1577 Kintenau sowie vor 1820 Kittenau genannt. 1874 wurde der Gutsbezirk Kittnau in den neu errichteten Amtsbezirk Geierswalde (polnisch Gierzwałd) im Kreis Osterode in Ostpreußen aufgenommen. 122 Einwohner zählte Kittnau im Jahre 1910.
Am 30. September 1928 gab Kittnau seine Selbständigkeit auf und wurde in die Landgemeinde Geierswalde eingegliedert.
In Kriegsfolge kam Kittnau 1945 mit dem gesamten südlichen Ostpreußen zu Polen und erhielt die polnische Namensform „Kitnowo“. Heute ist das Dorf mit dem Sitz eines Schulzenamtes (polnisch Sołectwo) eine Ortschaft im Verbund der Gmina Grunwald (Landgemeinde Grünfelde), die ihren Sitz in Gierzwałd hat. Sie gehört zum Powiat Ostródzki (Kreis Osterode in Ostpreußen), bis 1998 der Woiwodschaft Olsztyn, seither der Woiwodschaft Ermland-Masuren zugehörig.

## Kirche
Bis 1945 war Kittnau in die evangelische Kirche Geierswalde in der Kirchenprovinz Ostpreußen der Kirche der Altpreußischen Union, außerdem in die römisch-katholische Kirche Gilgenburg (polnisch Dąbrówno) im Bistum Ermland eingepfarrt.
Jetzt gehört Kitnowo evangelischerseits zur Kirche Olsztynek (Hohenstein), einer Filialkirche von Olsztyn (Allenstein) in der Diözese Masuren der Evangelisch-Augsburgischen Kirche in Polen, außerdem zur römisch-katholischen Pfarrei Gierzwałd im jetzigen Erzbistum Ermland.

## Verkehr
Kitnowo liegt an einer Nebenstraße, die bei Gierzwałd (Geierswalde) von der Woiwodschaftsstraße 542 abzweigt und nach Szczepankowo (Steffenswalde) führt. Eine Anbindung an den Bahnverkehr besteht nicht.